# Busard de Nouvelle-Guinée
Circus spilothorax
Espèce
Statut de conservation UICN

 LC  : Préoccupation mineure
Le Busard de Nouvelle-Guinée (Circus spilothorax) est une espèce d'oiseaux de la famille des Accipitridae. Elle était et est encore parfois considérée comme une sous-espèce du Busard d'Orient (C. spilonotus).

## Répartition
Cette espèce vit en Nouvelle-Guinée.